# Berchtoldové z Uherčic
Berchtoldové z Uherčic (německy Berchtold zu Ungarschitz) jsou hraběcí linie šlechtického rodu původem ze starobylé tyrolské rodiny Berchtoldů, který se postupně usídlil také v Dolních Rakousích, Čechách a na Moravě. 

## Historie rodu
Podle rodové pověsti měl jeden z předků být rytířem, který v bitvě na Moravském poli zasadil první smrtelnou ránu českému králi Přemyslu Otakarovi II. Do českých zemí se potomci rozvětveného rodu Berchtoldů dostali až po Bílé hoře. Zemský advokát Jakub Berchtold z Tridentu, povýšený císařem Matyášem do rytířského stavu zakoupil v roce 1628 moravské statky Uherčice, Vratěnín a Polici, podle nichž mu císař udělil rodový predikát. Ve druhé generaci byli povýšeni císařem Leopoldem do hraběcího stavu. Berchtoldové vlastnili též hrad Buchlov, zámek Buchlovice a několik statků v Čechách. Po druhé světové válce byl majetek posledním příslušníkům rodu Aloisovi a Zikmundovi zkonfiskován a jimi rod také vymřel.

## Zakladatel rodu Jakub Berchtold

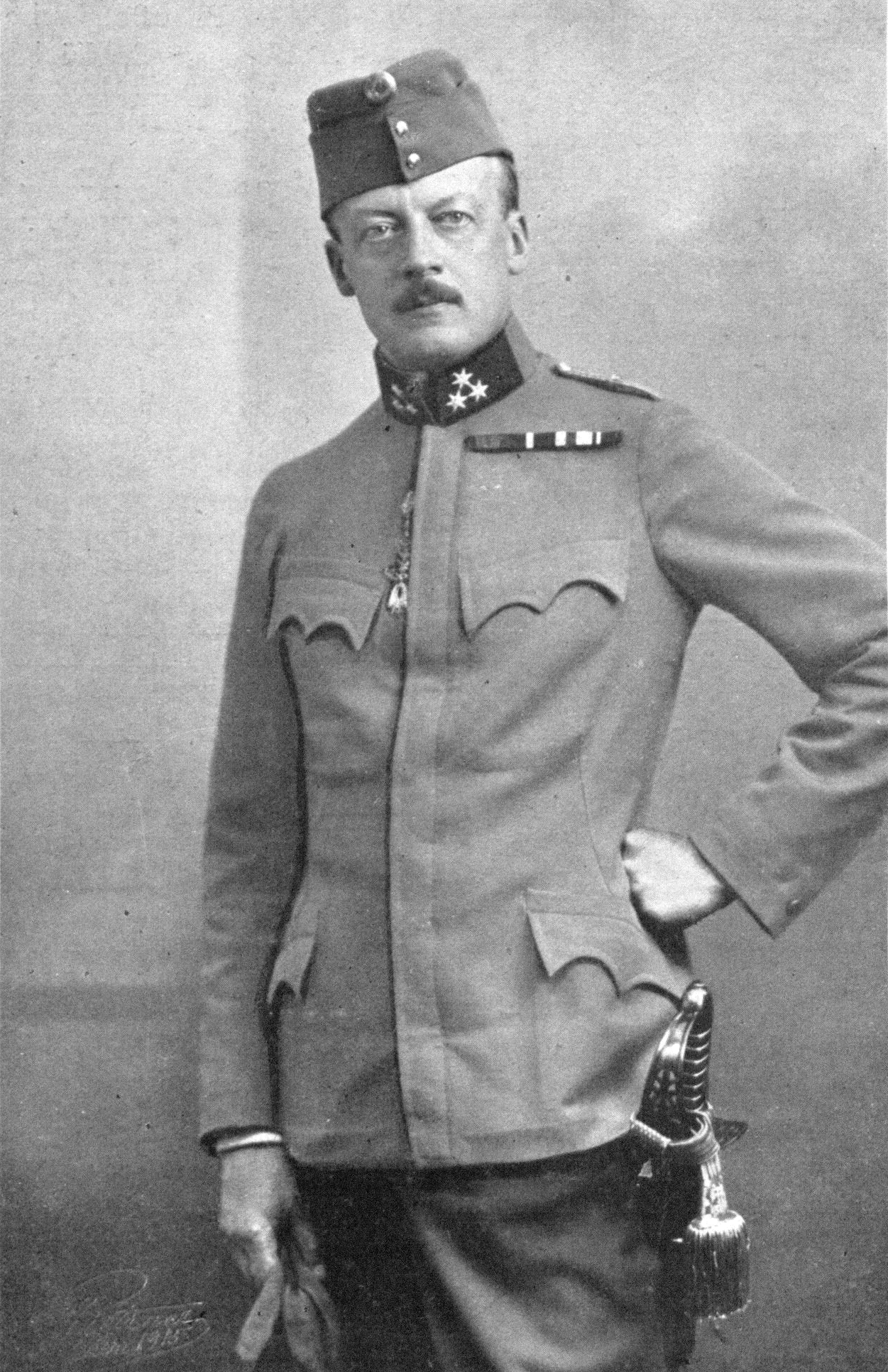
Leopold hrabě Berchtold z Uherčic v uniformě, rok 1915

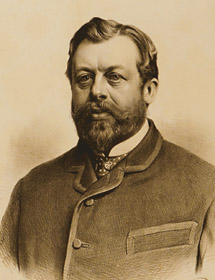
Zikmund II. Berchtold z Uherčic (1834–1900), šlechtic a politik rakousko-uherské monarchie.

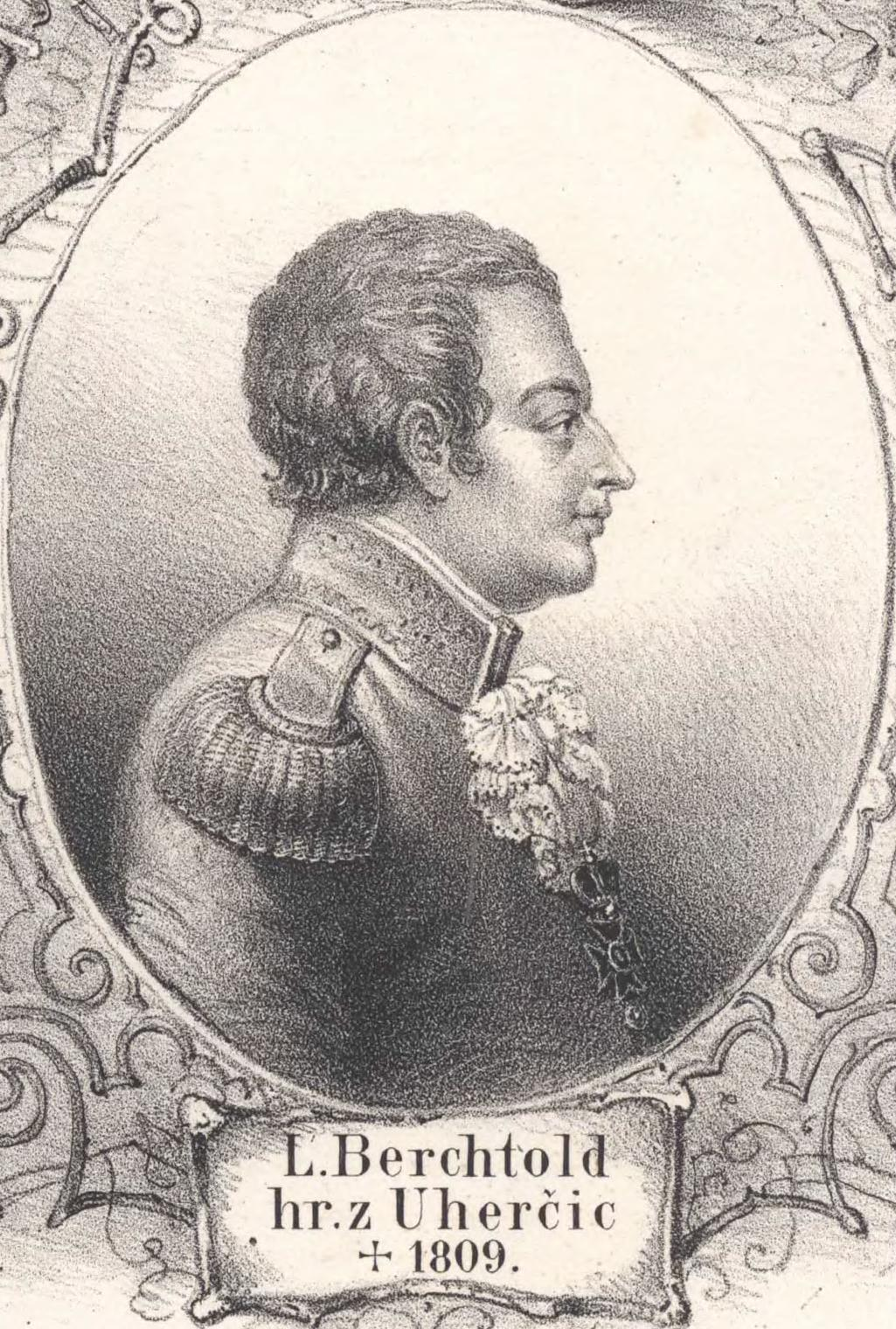
Leopold I. Berchtold (Leopold I. František Xaver Antonín hrabě Berchtold z Uherčic, 1759–1809), moravský šlechtic, cestovatel, učenec a filantrop.

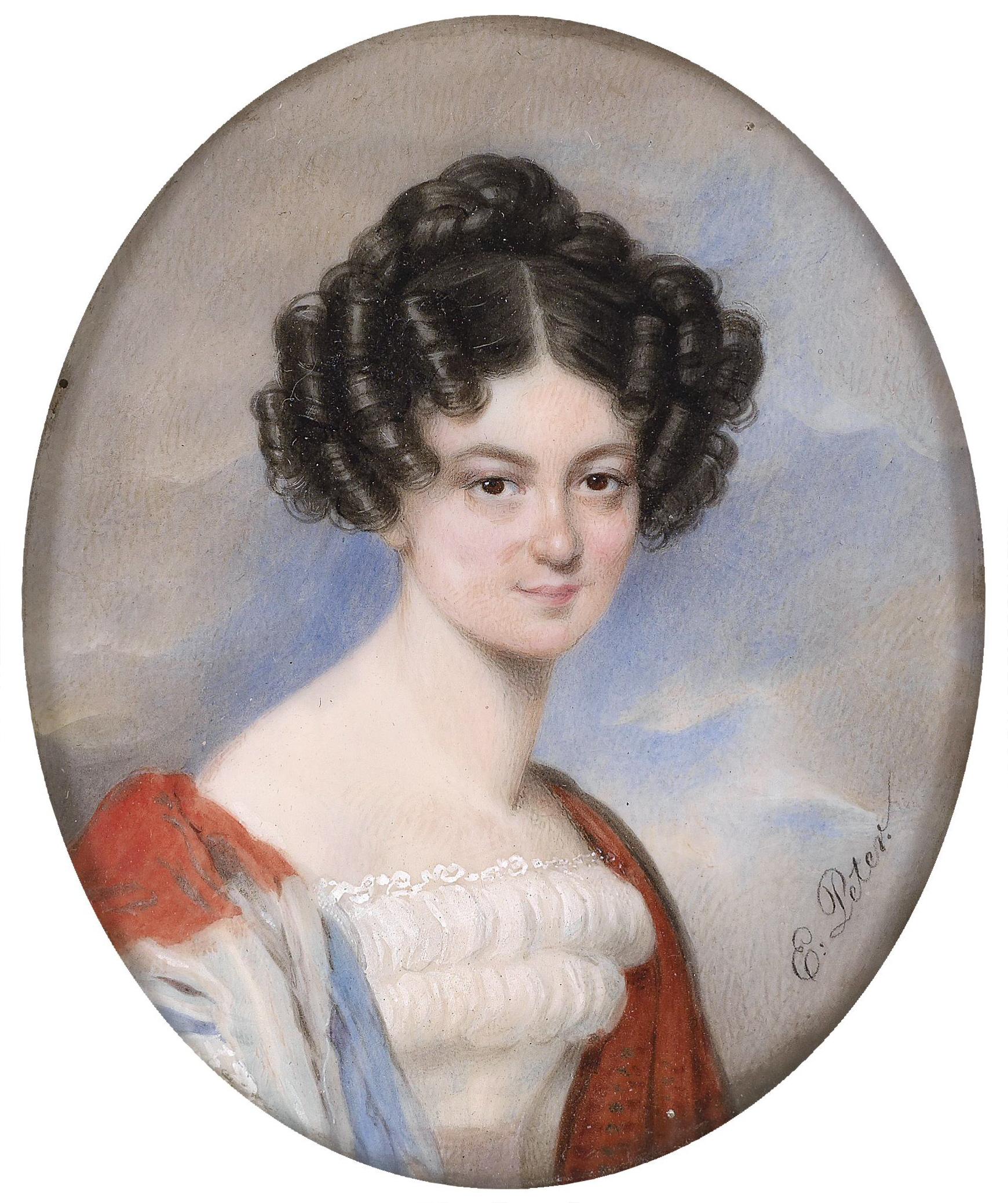
Marie hraběnka Chotková roz. Berchtoldová, před rokem 1873, akvarel na slonovině, autor Emanuel Thomas Peter)

O mládí Jakuba z Berchtoldu (Jakob von Berchtold, 1585–1641), zakladatele pozdějšího hraběcího rodu, není mnoho známo. Z díla Franze Karla Wißgrilla „Schauplatz des landsässigen Nieder-Österreichischen Adels” (vyd. ve Vídni roku 1800) víme jen tolik, že byl synem tyrolského šlechtice Matyáše a doktorem práv. Kde studoval a získal doktorát, slovník dolnorakouské šlechty taktéž neuvádí. V jeho rodné zemi Tyrolsku jej pak najdeme ve službách arcivévody Ferdinanda jako tajného písaře (Geheimschreiber). Svěřený úřad musel pravděpodobně vykonávat velmi pečlivě a dovedně, jelikož arcivévoda mu věnoval zvláštní přízeň a na jeho přímluvu byl nejprve 27. března 1618 jmenován císařským radou a regentem dolnorakouského pluku a 6. ledna 1626 jej císař Ferdinand II. pozvedl (také manželské potomky obou pohlaví) do rytířského stavu. V návaznosti na udělení rytířského titulu a erbu mu bylo 6. července 1627 potvrzeno, že se může nazývat podle vlastněných majetků a byl osvobozen od civilních zaměstnání.
V létě roku 1627 (31. srpna) byl rytíř Jakub Berchtold jmenován prezidentem dvorské komory (Hofkammerdirektor). Úřad spravoval několik let velmi úspěšně a na konec jej jeho dobrodinec a patron Ferdinand II., který se mezitím stal císařem, povýšil 4. května 1633 do stavu svobodných pánů (Reichsfreiherr), taktéž jeho choť a všechny manželské potomky, dědice a potomstvo, syny a dcery přítomné i budoucí. Jakub byl dvakrát ženat. Jeho první chotí se stala Dorothea, dcera zemského podmaršálka Ruperta z Hegenmülleru na Thuberweilernu (ovdovělá von Süss), druhou 14. listopadu 1627 Regina Kateřina, dcera Christopha Carla Rüzena zu Grub und Pürgelstein, která zemřela 20. května 1655. První manželství zůstalo bezdětné a zd ruhého pošli potomci: synové František Benedikt, Matyáš Arnošt, Jakub Filip a dcery Marie Lucie, Marie Barbora a Marie Kateřina.
Jakob, rytíř von Berchtold, zakoupil v roce 1628 od Hannse Georga ze Schwarzenau panství Uherčice, které sestávalo ze vsi Nové Uherčice se zámkem, tržního městečka Vratěnína s pustým zámečkem, jedním dvorcem a mýtem, městečkem Frejštejn s pustým hradem, ze vsí Korolupy, Mešovice, Stálky s farou, Hluboká, lenní vsi Dešná s farou a 13 poddaných v Zimní ulici (Winterzeil) v Rancířově. V roce 1631 získal olomoucké biskupské léno Dešnou a v následujícím roce také léno Županovice (Zoppanz), v roce 1633 panství Police a 1636 Kojetice (Kojatiz), které připojil k polickému panství. Roku 1632 přikoupil u Kolína po Janu Zárubovi z Hustiřan konfiskát panství Radim. Zemřel ve Vídni 28. května 1641 ve věku 56 let. Je pochován ve vídeňské katedrále svatého Štěpána poblíž hrobky císaře Fridricha III. a oltáře sv. Leopolda.

## František Benedikt Berchtold
František Benedikt Berchtold, první syn Jakuba Berchtolda, se narodil 4. března 1631. Po smrti svého otce a po rozdělení majetku 15. prosince 1655 obdržel rodinné sídlo Uherčice a 7. října 1657 se oženil s Marií Alžbětou, hraběnkou ze Sprinzensteinu. Císař Leopold I. udělil 19. července 1673 všem třem bratrům titul říšských hrabat (Reichsgrafenstand) s přídomkem z  Uherčic, Vratěnína a Police (Herr von und zu Ungarschhiz, Fratting und Pulliz). Podruhé se oženil 22. září 1666 se Zuzanou Eleonorou, paní z Zollernu‚ která zemřela 17. ledna 1676. Třetí chotí se stala 3. dubna 1677 Eva Alžběta, svobodná paní von Schiffer. Po sobě zanechal pouze dcery: Marii Annu, (hraběnka ze Schrattenbachu)‚ Marii Isabelu (hraběnka z Braidy), Marii Eleonoru (svobodná paní von Witten), Marii Maxmlianu (hraběnka Berchtoldová) a Marii Josefu (svobodná paní von Wilczek). C. k. komoří hrabě František Benedikt zemřel 7. července 1690.
Hlavním rodovým sídlem na Moravě se stal zámek v Polici a hlavním hospodářským centrem dvůr v Budkově. František Benedikt byl velkým milovníkem umění a mecenášem. Právě on se zasloužil o barokní zámeckou výzdobu Uherčic, donaci a založení kláštera bosých augustiniánů a výstavbu nového farního kostela ve Vratěníně, dále pak kaple před kostelem Panny Marie Sněžné v Praze (dnes zbořené). Roku 1692 jeho pět dcer prodalo Uherčice novému majiteli Donátu Heisslerovi z Heitersheimu.
1. František Benedikt (4. březen 1631 – 7. červenec 1690), svobodný pán, později hrabě von Berchtold, c. k. komoří a přísedící zemského soudu ∞ 1657 hraběnka Marie Alžběta ze Sprinzensteinu, ∞ 1666 Susanna Elenora z Zollernu († 17. leden 1676), ∞ 1677 svobodná paní Eva Alžběta von Schiffer[4]
  1. Marie Anna, hraběnka ze Schrattenbachu
  2. Marie Isabela, hraběnka z  Braida
  3. Marie Eleonora, svobodná paní von Witten
  4. Marie Maxmiliana, hraběnka Berchtholdová
  5. Marie Josefa, svobodná paní Wilczeková

## Matyáš Arnošt Berchtold
Hrabě Matyáš Arnošt, druhorozený syn Jakuba Berchtolda, se narodil 26. února 1632. Při dělbě dědictví obdržel rakouské panství Pottendorf a moravské panství Polici, sestávající ze vsí Police, Bačkovice, Dědice, Kostníky, Hornice, Kojetice, Lovčovice, Plačovice a Radotice. V roce 1660 se oženil se svobodnou paní Annou Amabilií Švihovskou z Rýzmberka, druhou chotí se stala v roce 1662 Eleonora Polyxena, dcera Filipa V., hraběte z Mannsfeldu. Roku 1666 přikoupil Budkov a Mladoňovice. Zemřel 4. července 1678 a zanechal po sobě šest dcer: Marii Alžbětu, Marii Annu, Marii Anežkou, Annu Terezii, Marii Barboru, Marii Kateřinu a dědice Františka Karla a druhého syna Františka Ferdinanda, který se oženil s Marií Františkou, hraběnkou z Vrtby a zemřel bezdětný.

### František Karel Berchtold
Hrabě František Karel se narodil 24. května 1664. Po svém otci zdědil polické panství, ke kterému přikoupil roku 1711 Žerotice. Oženil se roku 1686 s Alžbětou Reginou, slezskou hraběnkou z Pražmy (zemřela roku 1708) a podruhé v roce 1710 s Marií Antonií, hraběnkou Krakovskou z Kolovrat. Z každého manželství pošly dva synové a podle poslední vůle z 2. května 1717 po sobě zanechal panství Police, Budkov a vsi Želetice a Žerotice. Polici, Želetice a Žerotice s lénem Dešná a Županovice obdrželi synové z prvního manželství František Antonín a Adam Ignác. František Karel zemřel v 56 letech 19. září 1720. Jeden ze synů z druhého manželství zemřel dva roky po něm a poslední syn Karel Norbert zůstal svobodný. Synové František Antonín a Adam Ignác se 23. listopadu 1722 dohodli na dělbě majetku, tajný rada, vrchní zemský komoří a hejtman Znojemského kraje hrabě Adam Ignác si ponechal panství Polici s lény Dešnou a Županovicemi, Budkov, Želetice a Žerotice. Zemřel roku 1786. Zanechal po sobě pět dětí.

### František Antonín Berchtold

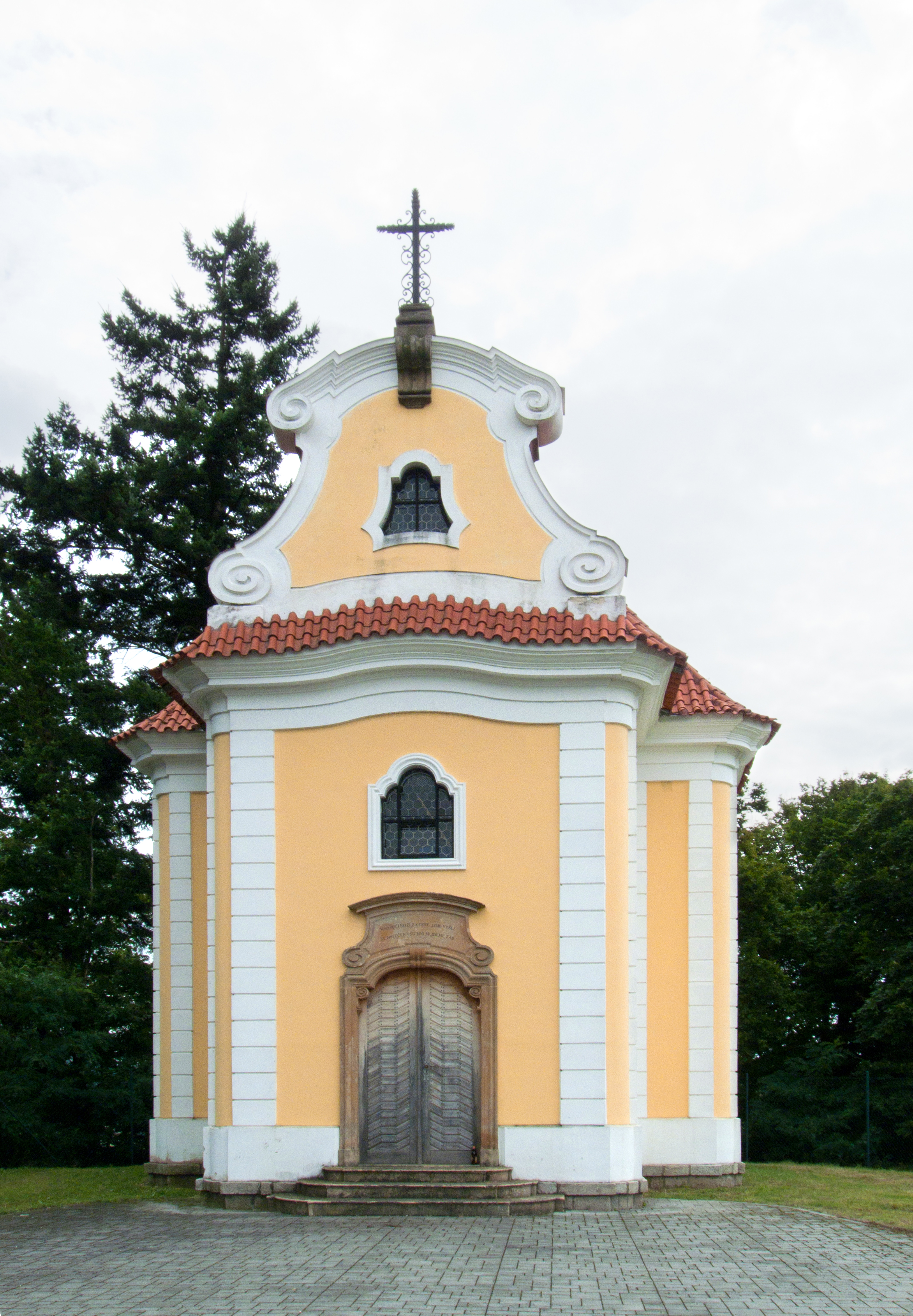
Hrobka Berchtoldů v Neznašově

Hrabě František Antonín se narodil 10. března 1691 a v roce 1716 se oženil s Marií Ester Alžbětou hraběnkou ze Sinzendorf-Ernstbrunnu (1697–1758). Zemřel v roce 1722 a zanechal po sobě nezletilého syna Prospera Antonína.

### Prosper Antonín

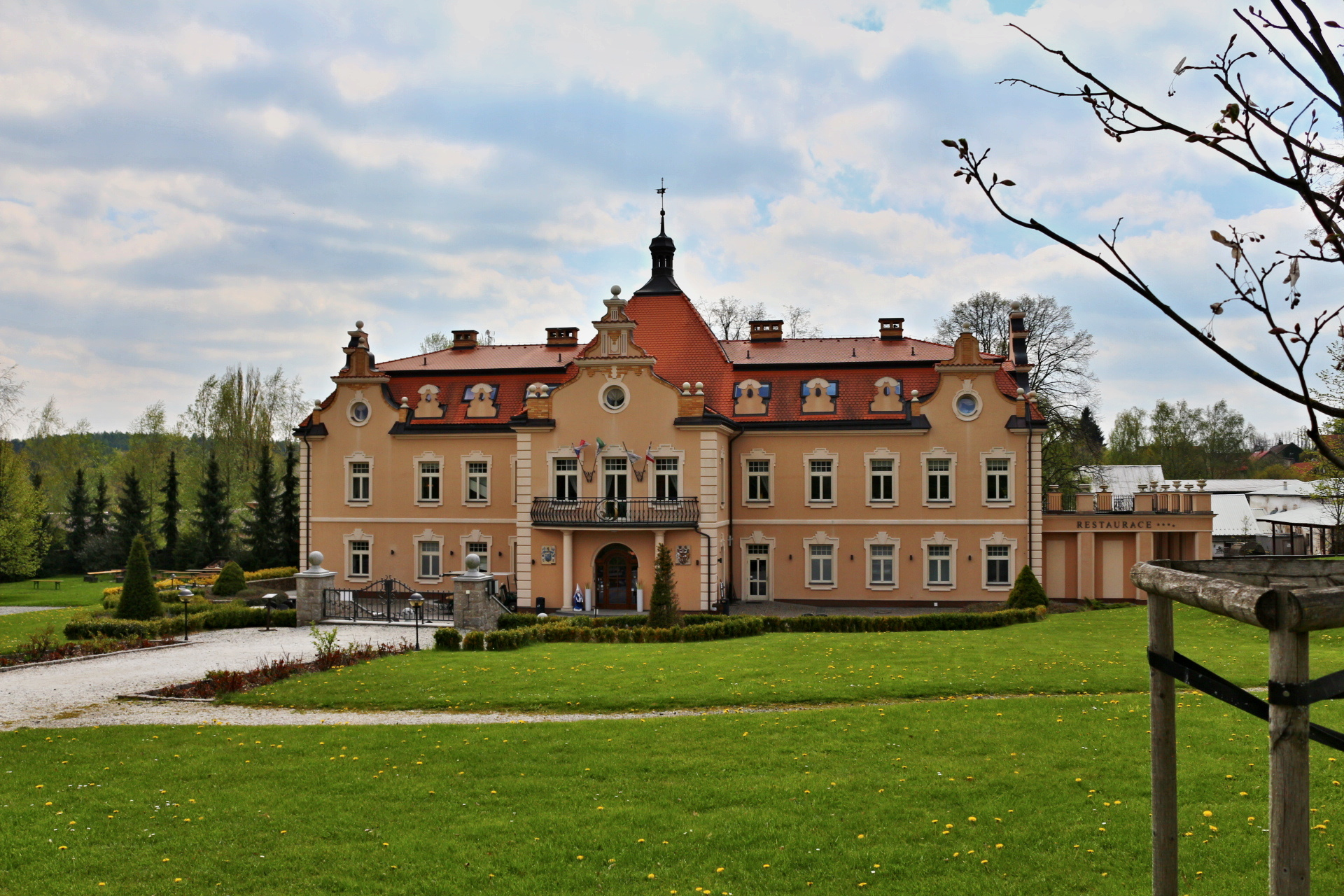
Zámek Berchtold v obci Kunice ve Středních Čechách

Hrabě Prosper Antonín (1720–1807), syn Františka Antonína, svobodný pán z Uherčic, c. k. podplukovník (Oberstleutnant) a později také c. k. důlní rada (Bergrath) v Čechách prodal roku 1757 po otci zděděné majetky své matce, která se po smrti prvního manžela znovu provdala za hraběte von Walldorf. V Čechách zakoupil Stráž nad Nežárkou (Platz) a v roce 1784 Neznašov. V roce 1754 se oženil s Marií Terezou Petřvaldskou z Petřvaldu (Peterswaldsky von Peterswald), vdovou po svobodném pánovi Otislavu (Ottislaw) z Kopenic a paní na Buchlově. Stal se zakladatelem jihočeské větve rodu Berchtoldů z Uherčic, která měla své sídlo v Neznašově, kde také jsou členové této rodové větve pohřbeni.
Z manželství vzešly děti:
Crescentia Anna, narozená roku 1756, provdaná 19. února 1766 (?) za Františka hraběte ze Stubenbergu, c. k. komořího a generálmajora; František Mořic, narozen roku 1757; Leopold, narozen roku 1759; Karel Gustav, narozen roku 1761, c. k. komoří, sloužil v armádě v hodnosti vrchního strážmistra (Oberstwachtmeister), pán na Neznašově, zemřel v 51. letech. Jeho první manželkou byla Anna, hraběnka z Edlingenu; druhou manželkou Emilie, svobodná paní von Schell; Kajetána, narozená roku 1765, provdaná nejprve za Johanna, hraběte von Stomm, c. k. komořího a po jeho smrti za Františka Josefa, svobodného pána z Königsbrunnu (šlechtický diplom od roku 1685; titul svobodného pána od roku 1716), který zemřel 18. května 1815.
Po smrti matky Marie Terezy roku 1768, hraběnky Berchtoldové, rozené z Petřvaldu, bylo panství za nezletilé děti dočasně spravováno a v roce 1786 panství převzala neprovdaná starší sestra zemřelé Marie Terezy, Eleonora, svobodná paní z Petřvaldu, jejímž synovcem byl Leopold, hrabě Berchtold. S Eleonorou vymřel 15. června 1800 rod Petřvaldských z Petřvaldu po přeslici.
1. A. Matyáš Arnošt (26. únor 1632 – 4. červenec 1678), hrabě Berchtold; zakladatel starší – českomoravské větve
  1. ∞ 1660 Anna Ludmila (Amabili) Švihovská z Rýzmberka
    1. B. Marie Alžběta (* 20. listopad 1660) ∞ hrabě Rudolf Kryštof z Wittenu, pán na Chudobíně

  2. ∞ 1662 Zuzana Polyrena hraběnka z Mansfeldu († 1693), dcera Filipa z Mansfeldu (1589–1657), později znovu provdaná za svobodného pána Leopolda Julia Hodického z Hodic
    1. B. Marie Anna (10. duben 1663 Vídeň – 30. březen 1737), představená kláštera v rakouském Leobenu
    2. B. Anna Terezie ∞ svobodný pán Johann Hartmann z Welzu na Ebersteinu
    3. B. Marie Barbora, jeptiška v klášteře ve Vídni (Himmelspforte)
    4. B. Marie Kateřina ∞ hrabě Zikmund Ladislav z Ebersteinu na Hirschbachu
    5. B. hrabě František Karel Berchtold (24. květen 1664 – 19. září 1720) ∞ 1686 Ester Isabella Regina hraběnka z Pražmy ve Slezsku († 1708) ∞ 31. březen 1710 Marie Antonie hraběnka Krakovská z Kolovrat
      1. C. František Antonín Berchtold (10. březen 1691 – 1746) ∞ 1736 hraběnka Marie Alžběta ze Sinzendorfu (28. srpen 1716–1758); později ∞ hrabě z Waldorfu
        1. D. Prosper Antonín Berchtold (asi 1720–1807) ∞ 1754 Marie Terezie Petřvaldská z Petřvaldu (1727–1768, paní na Buchlově, vdova po Ottislavu z Kopenic
          1. E. Crescenzia (* 1756) ∞ hrabě František ze Stubenbergu (1732–1796), c. k. komoří a generálmajor
          2. E. František Mořic (1757 – 1799 Brno)
          3. E. Leopold I. (19. červenec 1759 Stráž nad Nežárkou – 26. 7. 1809 Smraďavka), zakladatel moravské větve; ∞ 1796 hraběnka Johanna Nepomucena Magnisová na Strážnici (1772–1814)
            1. F. Zikmund I. Bedřich Alois (4. únor 1799 – 26. listopad 1869) ∞ 1828 hraběnka Ludmila Vratislavová z Mitrovic a Schönfeldu (26. červenec 1808 Praha – 2. srpen 1869 Buchlov)
              1. G. Zikmund II. Samuel Koloman (6. únor 1834 Buchlov – 19. březen 1900) ∞ hraběnka Josefina Gabriela z a na Trauttmansdorffu (13. červen 1835 – 28. březen 1894 Vídeň)
                1. H. Leopold II. Antonín Jan Zikmund Josef Corsinus Ferdinand (18. 4. 1863 Vídeň – 21. 11. 1942 Peresznye u Šoproně) ∞ 1893 Ferdinandina Károlyi (1868–1955)
                  1. I. Aloys (Alois; 24. 4. 1894 Buchlov – 1977)
                  2. I. Adalbert (Béla, Vojtěch; 13. 5. 1895 Paříž – 1906)
                  3. I. Sigismund III. (Zsiga, Zikmund; 14. 4. 1900 Buchlov – 20. 7. 1979 Vídeň) 1. ∞ 1944 (rozv. 1949) Maria Anna hraběnka von Wurmbrand-Stuppach (3. 2. 1914 Vídeň – 29. 4. 2003 Monte Carlo); 2. ∞ 1953 (rozv.. 1956) Emilie de Gosztonyi (19. 4. 1914 Budapešť – 9. 7. 1993 Monte Carlo); 3. ∞ 1967 Eva Machan (19. 7. 1920 Vídeň – 2008)

                2. H. Josephine (4. 3. 1862 – 9. 9. 1888) ∞ 1887 Otto hrabě Serényi ab Kis-Serény (21. 9. 1855 Luhačovice – 27. 12. 1927 Brno)

              2. G. Valpurga (13. srpen 1829 – 21. únor 1856) ∞ 1852 hrabě Bedřich z Hartigu (1818–1877)
              3. G. Ludmila Gizela Terezie (20. duben 1831 – 5. červenec 1915) ∞ 1848 hrabě Hubert Heinrich de la Fontaine a d'Harnoncourt-Unverzagt (1827–1897)

            2. F. Antonín Ludvík Jan Nepomuk (13. duben 1801 – 1864)

          4. E. Karel Gustav (29. 6. 1761 – 16. 5. 1813 Neznašov), zakladatel české větve, c. k. komoří a služba v armádě (vrchní strážmistr), pán na Neznašově ∞ hraběnka Anna z Edlingenu; ∞ svobodná paní Emilie von Schell
            1. F. Marie Eleonora Josefa (1794–1840) ∞ (1816) Karel Jindřich Ghislain Boot de Sombeeck von Veltheim († 1828)
            2. F. Karel Filip Šimon (1795–1870) 1.∞ 1820 Cecilie zu Lodron-Laterano (1794–1859); 2.∞ (1860) Anna S...
              1. G. Alfons Karel (1822–1849)
              2. G. Konstance (1826–1855) ∞ (1845) Ferdinand Vincent z Merode (1803–1868)
              3. G. Amélie Juliana Cecilie (1828–1830)
              4. G. Eleonora Josefa (1830–1861) ∞ (1845) Kazimír Inkey von Pallin († 1882)
              5. G. Cecílie Josefa (1832–1842)

            3. F. Vincentia (2. 5. 1805 – 27. 9. 1871 Enzersdorf) ∞ (29. 5. 1838) Filip Filibert von Spangen von Uyternesse (4. 6. 1810 – 26. 1. 1886 Enzersdorf)
            4. F. Prosper Karel (8. 4. 1807 Neznašov – 19. 4. 1866 České Budějovice) 1. ∞ (11. 9. 1831) Marie Emílie Wratislavová z Mitrowicz a Schönfeldu (21. 9. 1807 Kaladey – 1. 12. 1832 Praha); 2. ∞ (IV. 1833) Žofie Edler Zollmann von Zollendorf (6. 12. 1813 Praha – 12. 3. 1883 České Budějovice)
              1. G. Zdenka Feodorovna Anna (9. 11. 1832 – ?) ∞ (15. 2. 1849) Aloys von Montalban zu Cornigliano
              2. G. Jaromír (1833–1847)
              3. G. Miloslava (1834–1874) ∞ (1857) Franz Zahn
              4. G. Bohumila (1836–1838)
              5. G. Bohuslav-Pravomil František Leo (7. 10. 1841 – 7. 5. 1884) ∞ (20. 1. 1869 Chotoviny) Giulietta Bulgarini (16. 2. 1850 – 1927)
                1. H. Marie Vincentia Paulina Žofie (16. 11. 1869 Neznašov – 26. 8. 1919 Praha-Vinohrady) ∞ (16. 4. 1890 Vídeň) Zdenko z Waldstein-Wartenbergu (1. 7. 1862 – 7. 2. 1936)
                2. H. Ottokar-Prosper Karel (19. 4. 1874 – 8. 5. 1918 zastřelen; poslední z neznašovské větve) ∞ (1902) Katharine Süser (Kateřina Sušerová – dcera řezníka; 1877–1941)
                  1. I. Julie Marie (Juliana Marie, případně Giulietta Marie; 1899–?) ∞ (1919) JUDr. Emil Schnöbling (1886 – leden 1936)

                3. H. Karel Maria (13. 11. 1876 – po 1901) ∞ (1899; rozv.) Josephine Helene von Fodermayer (* 1883)
                4. H. Gisela (7. 2. 1882 – 1951)

              6. G. Ottokar-Vincent Klemens (1845–1886)

            5. F. Antonín Jan (2. 6. 1809 – 19. 10. 1841) ∞ (23. 1. 1833) Marie Henniger von Seeberg (4. 9. 1810 – 31. 5. 1883)
              1. G. Marie Vincentia (1834–1881) ∞ (1856) neznámý Morbitzer von Morgenstern
              2. G. Karel (1835 – 19. 4. 1873) ∞ (1860) Marie Gabriela Morbitzer von Morgenstern († 1915)
                1. H. Antonín František (1860–1933) ∞ (1895) Christine Hollrieder (31. 8. 1870 – 1948)
                  1. I. Karel (19. 11. 1896 – ?) 1. ∞ (1822; rozv. 1937) Friederike Zellmann (* 1898); 2. ∞ (1951) Sophie Smolenitz (1892–1961)
                  2. I. Ferdinand Karel (25. 3. 1898 – 1915 padl)

                2. H. Karel Fridrich (1862–1915) ∞ (1906) Eugenia Heger Gasser
                3. H. Fridrich Josef (1864–1917)
                4. H. Marie (1865–1921)
                5. H. Josef Leopold (1870–1916)

              3. G. Františka (2. 10. 1838–1902) 1. ∞ (1864) Rudolf Fiedler († 1876); 2. ∞ (1877) Karl Schwab († 1878)

            6. F. Alexander (* a † 1812)

          5. E. Kajetána (1763 – 18. květen 1815) ∞ hrabě Johann von Stomm; ∞ svobodný pán František Josef z Königsbrunnu
          6. E. Alois (1773 – po roce 1794)
          7. E. Arnošt (1775–1799) ∞ Caroline Laszhoff
          8. E. Jindřich (*/† 1787)
          9. E. Bedřich Všemír Berchtold z Uherčic (1781–1876)
          10. E. Marie Josefa (* 1770)
          11. E. Marie Eleonora, (1772–1848) ∞ 1793 Joseph Friedrich Ghislain von der Trenck († 1835)
          12. E. Františka (1777–1795)
          13. E. Anna (19. červenec 1780 – 18. březen 1826) ∞ 1803 hrabě Petr Prokop z Morzinu (1768–1855)
          14. E. Tereza (* kolem 1783)
          15. E. Marie Anna (1786–1873) ∞ 1812 František hrabě von Stomm († 1849)
          16. E. Klára (*kolem 1789) s N. Rieglem
          17. E. Johanna Antonie (1791–1849) ∞ 1812 Antonín Jan Novák

      2. C. Ferdinand Leopold († 1722)
      3. C. Adam Ignác Berchtold (29. březen 1701 – 1786) ∞ hraběnka Marie Anna z Aichbichlu († 1774)
        1. D. Leopold Antonín (26. říjen 1731) ∞ hrabě des Fours
        2. D. Josef Jan (5. červen 1735)
        3. D. Marie Antonie (* 1736) ∞ svobodný pán Marinus Josef z Andlau
        4. D. Marie Anna (1737–1760)
        5. D. Marie Karolina (17. srpen 1738 – 1. duben 1788) ∞ svobodný pán Jiří Antonín Grechtler
        6. D. Marie Vilemína (* 30. červen 1739) ∞ hrabě Josef von Schaffgotsch
        7. D. František Josef (* 30. září 1740 – 1755)

      4. C. František Josef
      5. C. Karel Norbert
      6. C. Marie Eleonora
      7. C. Marie Anna
      8. C. Marie Antonie († 1793)

    6. B. František Ferdinand Filip (* 18. červen 1667) ∞ Marie Františka hraběnka z Vrtby
    7. B. Marie Anežka ∞ svobodný pán R. von Poppen ve Slezsku

## Jakob Philipp Berchtold
Hrabě Jakub Filip/Jakob Philipp, třetí syn Jakuba Berchtolda, se narodil 7. dubna 1634. Po otci obdržel panství Radim a oženil se s Kateřinou z Říčan, založil tak v Čechách vedlejší mladší linii, která se označovala taktéž přídomkem z Uherčic. Radimské panství odkoupila  roce 1679 Anna Kateřina, hraběnka z Herbeštejna, která jej po šesti letech přepustila Johaně Emercianě, hraběnce Galasové.
1. A. Jakub Filip (1634–1679), hrabě von Berchtold, zakladatel mladší – uherské větve ∞ Kateřina Dorota/Katharina Dorothea, svobodná paní/Freiin z Říčan († 1708)
  1. B. Antonín, hrabě von Berchtold ∞ Sophia von Egersperg
    1. C. Antonín
    2. C. František († 1793), první biskup v Banské Bystrici
    3. C. Josef z Berchtoldu ∞ 1750 svobodná paní Elisabeth von Paluska

  2. B. Jan František Ferdinand (1657 Merklín – 10. 9. 1720 Praha) ∞ 1688 hraběnka Elisabeth Regina Notthaft von Wernberg; ∞ 1691 hraběnka Uršula Barbora z Vrtby (1659–1720)
    1. C. Jan Antonín František Josef Ignác (15. 3. 1693 Merklín – 22. 7. 1739 Grocka, Srbsko, padl) ∞ (1724) Sophie Elisabeth Eyerl von Eyerlsberg (1704–1759)
      1. D. Antonín Pavel Jan Nepomuk Kajetán (10. 12. 1725 Trnava či 12. 6. 1728 Nagyszombat – 17. 6. 1795 Vídeň) ∞ (9. 2. 1752) Maria Anna Reviczky von Revisnye (1735–1755); ∞ 1770 hraběnka Terézia Nyáry de Bedegh et Berencs (* 1749)
        1. E. Marie Anna Antonie (1753–1826) ∞ 1783 svobodný pán/Freiherr Karl Schell von Bauschlott († 1802)
        2. E. Maria Antonín Mikuláš Petr Ferdinand Jindřich, hrabě Berchtold, svobodný pán na Uherčicích, Vratěníně a Polici (1754 – 25. 3. 1819) ∞ 1792 Marie Anna Františka Huszár de Szent-Baráth (12. 7. 1771 Trnava – 10. 11. 1847)[9]
          1. F. Antonín Maria (18. 11. 1796 Vídeň – 4. 6. 1875 Vídeň) ∞ (1833) Mathilde Strachan (12. května 1813 Londýn – 25. srpna 1899 Benátky)
            1. G. Richard Karl Emanuel (23. 1. 1837 Fülek/18. 11. 1837 Milán – 2. 4. 1906 Budapešť) ∞ (23. 1. 1862 Budapešť) Elisabeth Bánffy de Losoncz (12. 4. 1841 – 15. 1. 1913)
              1. H. Mikuláš (20. 12. 1862 Budapešť – 9. 7. 1911 Nagy-Oroszi) ∞ (26. 4. 1893 Teherán) Germaine Bss d'Erp de Holt et Baerlo (8. 2. 1870 Gent – po 1895)
                1. I. Antonín Maria Waleran Richard Maximilian Xaver (15. 4. 1895 Teherán – 23. 10. 1915 Kukli, Volyň, padl)

              2. H. Charlota (22. 12. 1864 – 1939) ∞ (1900) Alajos Szokolyi de Bernecze

            2. G. Štěpán (1842–1865)
            3. G. Artur (19. 2. 1843 Milán – 1929) ∞ (28. 9. 1895 Budapešť) Elisabeth Friedrich (8. 8. 1874 Vídeň – ?)
              1. H. Artur-František (* 1. 10. 1896 Eggenberg bei Graz)

            4. G. Marie Františka Ludovica (5. 5. 1835 – 1912) ∞ (1853) neznámý Marchese de Sant'Angelo († 1865)
            5. G. Marie Gabrielle Ottilie (5. 5. 1836 – 1927) ∞ (1855) Johann Baron von Fegely

          2. F. Josef (1799 – 5. 2. 1840) ∞ (1823) hraběnka Františka Romana Radetzky von Radetz (1806–1825); ∞ 1826 hraběnka Ottilie Forgach von Ghymes
            1. G. Antonín (1825–1830)
            2. G. Ladislav (16. 2. 1829 Gács – 12. 4. 1885 Budapešť) ∞ (1855) hraběnka Anna Török de Szendro (1836–1865); ∞ (1866) hraběnka Josephina Maria Johanna Nepomucena Török de Szendro (1834–1909)
              1. H. Ladislav (1863–1877)
              2. H. Kázmér (Kazimír; 14. 4. 1877 Nagykázmér – 14. 10. 1946 Bánréve) ∞ (29. 4. 1905 Budapešť) Helene Josephine Teleki de Szék (23. 10. 1884 – 1. 10. 1967)
                1. I. Ladislaus (19. 4. 1906 Nagy-Kázmér – 27. 4. 1987 New York) ∞ (16. 11. 1928 Budapešť) Margarete Helene Auguste Friederike von Degenfeld-Schönburg (18. 7. 1909 Szirák – 8. 10. 1929 Csörgö)
                2. I. Maria (* 22. 8. 1908 Nagy-Kázmér – ?) ∞ (11. 9. 1926 Budapešť) Johann Nepomuk Serényi de Kis-Serény (13. 7. 1899 Bukovec – 14. 9. 1946 Budapešť)

              3. H. Josefína (21. 12. 1853 – ?) ∞ (19. 11. 1887) Coloman Fodor de Mankobeök († 8. 7. 1929 Piešťany)
              4. H. Anna (1855–1877)
              5. H. Rose (5. 4. 1856 – 1933) ∞ (25. 9. 1881 Nagy-Surány) Julius Georg Révay de Réva (1853–1911)
              6. H. Evženie (23. 5. 1858 –?) ∞ (24. 4. 1886 Neutra) Ludwig de Boróczy
              7. H. Marie Therese (23. 4. 1861 Nagysurány – 6. 5. 1949 Janófalu, Kom. Bars) ∞ (21. 10. 1882 Nagy-Surány) Paul Weiss von Horstenstein (24. 3. 1839 Kalász – 14. 4. 1901 Meran)

            3. G. Johanna-Eugenie (1831–1872) ∞ 1854 hrabě Miklós Wass von Szent-Egyed († 20. květen 1887)
            4. G. Henriette (1837–1903) ∞ (15. duben 1858) Gottfried svobodný pán/Freiherr von Mattencloit (1827–1873)

          3. F. Marie Žofie (1794–1878) ∞ (1817) hrabě Karel Chotek z Chotkova (1783–1868)
          4. F. Marie Karolína (1791–1870) ∞ (1821) hrabě Johann Nemes von Hidvég und Oltszem (1792–1868)
          5. F. Marie Thereza (1802 – kolem 1802)

      2. D. František (kolem 1732–1793)
      3. D. Josef Emmerich (1734–1799) ∞ Anna Maria Poluska; ∞ 1798 Barbara Weiss von Horstenstein, jeho neteř
        1. E. Marie Anna Barbara (před rokem 1784 – 1839) ∞ 1799 svobodný pán/Freiherr Joseph Edmund Weiss von Horstenstein

      4. D. Marie Anna (* 1731) ∞ svobodný pán/Freiherr Johann Weiss von Horstenstein († 1795)
        1. E. Barbara Weiss von Horstenstein; ∞ hrabě Josef Emmerich Berchtold (1734–1799), její strýc

      5. D. Žofie (1738)

    2. C. Václav-František (1694–1737)
    3. C Jan Josef František (1696–1697)

  3. B. ...

## Významné osobnosti
- Jakub Berchtold (1585–1641), císařský rada, 1633 povýšen do stavu svobodných pánů
- Adam Hynek Berchtold (1701–1786), nejvyšší komoří na Moravě
- František Berchtold (1730–1793), biskup v Banské Bystrici, autor duchovní literatury
- Leopold Berchtold (1759–1809), cestovatel a filantrop
- Bedřich Všemír Berchtold (1781–1876), lékař a botanik
- Zikmund Berchtold (1834–1900), poslanec říšské rady
- Leopold Berchtold (1863–1942), diplomat, 1912–1915 rakousko-uherský ministr zahraničí. Po válce se stal v ČSR nežádoucí osobou, nesměl se vrátit do Buchlovic, a proto žil v Uhrách.

## Erb
Šlechtický stav a erb potvrdil císař Rudolf II. bratrům Maximilanu, Hannsi, Ernstovi a Niclasi Berchtoldovým erbovní listinou z 18. června roku 1594.  Sestával z modrého štítu, na kterém byl vyobrazen zlatý dvouocasý lev kráčející po třech návrších a držící v pravé tlapě obnažený stříbrný meč a v levé kruhový stříbrný štít s hrotem uprostřed. V modro-zlatém klenotu byla korunovaná helma s mřežovaným hledím a zcela nahoře stoupající dvouocasý lev s mečem a štítem v tlapách.
Erb svobodných pánů měl čtyři pole. Ve zlatém prvním a čtvrtém poli se nacházela rozkročená korunovaná černá orlice s rozevřenými křídly, ve druhém a třetím poli byl na černé špici sahající až k hornímu okraji vyobrazen již popsaný zlatý dvouocasý lev s mečem a štítem a zbytek pole byl vyplněn po obou stranách třemi šikmými červenými pruhy s uvnitř dvěma bílými. Nahoře byly vyobrazeny tři otevřené helmice, na první stála korunovaná černá orlice, na druhé onen zlatý lev s mečem a štítem a na třetí vlevo dvojité uzavřené kose červeno-stříbrně šrafované křídlo. Klenot helmice byl na pravé straně zlato-černý a na levé stříbrně-červený.
Po několika úpravách nakonec čtvrcený erb obsahoval černou říšskou orlici na zlatém poli a lva se stříbrným štítem s červeným a stříbrným kosmým pruhem.